# A. J. Cook
Andrea Joy "A.J." Cook (Oshawa, 22 de julho de 1978) é uma atriz canadense, mais conhecida por suas participações em filmes como Final Destination 2 e As Virgens Suicidas, além da série de televisão Criminal Minds.

## Biografia

### Vida pessoal
Andrea Joy Cook nasceu em 22 de julho de 1978 na cidade de Oshawa, no Canadá, mas cresceu na cidade vizinha de Whitby. Seu pai, Mike, é um professor, e sua mãe, Sandra, trabalha como psiquiatra. Cook tem três irmãos chamados Nathan, Paul e Angela. A atriz é uma mórmon devota e freqüenta A Igreja de Jesus Cristo dos Santos dos Últimos Dias desde pequena e, apesar das suas convicções religiosas, aceita também papéis que entrem em conflito com suas crenças. Aos quatro anos de idade, Andrea começou a ter aulas de balé, jazz e sapateado, e competiu profissionalmente em concursos como dançarina por vários anos, antes de decidir se tornar atriz.
Em agosto de 2001, Andrea se casou com o ator Nathan Andersen,  em março de 2008, foi relatado que Cook estaria esperando seu primeiro filho, e no dia 13 de setembro de 2008, nasceu em Los Angeles o primeiro filho do casal, Mekhai Allan Andersen.
Cook foi considerada legalmente cega por causa de um astigmatismo grave, mas usava os contatos para corrigir sua visão. Ela finalmente passou por uma cirurgia em que um implante de lente foi usado para corrigir a deficiência.

### Carreira
A. J. Cook começou sua carreira na frente das câmeras em um comercial da rede McDonald's lançado em 1997 e, pouco depois, estreou no cinema fazendo uma figuração no filme Laserhawk. No mesmo ano, a atriz estrearia na televisão com uma participação no telefilme In His Father's Shoes e num episódio do seriado Goosebumps, como Kim Carter.
Nos anos seguintes, Cook continuou a trabalhar na televisão em telefilmes como Blue Moon e um episódio da série PSI Factor: Chronicles of the Paranormal e, em 1999, tornaria-se mais conhecida no cinema ao participar da primeira produção dirigida por Sofia Coppola, The Virgin Suicides, como Mary Lisbon.
Na seqüência da participação no filme de Sofia Coppola, Cook continuou sua carreira no filme lançado diretamente em vídeo Teen Sorcery, e em 2000 conseguiu um papel regular na série Higher Ground interpretando Shelby Merrick, jovem que havia fugido de casa depois de ser abusada sexualmente por seu padrasto durante anos e onde fez par romântico com o ator Hayden Christensen.
Depois do cancelamento da série no mesmo ano por parte da Fox Family, Cook participou de um episódio da série First Wave, como Lindsay Tilden. No mesmo ano, ela também voltaria a atuar em produções cinematográficas: Ripper como Molly Keller e Out Cold como Jenny. Em 2002, ela ganharia o papel de protagonista no longa-metragem de sucesso Final Destination 2, que dava seqüência ao primeiro filme e contava com a participação de Ali Larter.
Em 2003, a atriz voltaria à televisão com um papel regular no seriado Tru Calling como a irmã mais velha da protagonista. Com o cancelamento do programa em 2004, Cook faria participações em outros seriados e em telefilmes e em 2005 ingressaria no elenco de Criminal Minds como Jennifer Jareau, mais conhecida como J.J. na trama. Em 2008, a atriz estrelou o filme Misconceptions no papel de Miranda Bliss.
Em 16 de abril de 2011, foi noticiado que ela havia assinado a reaparecer por mais duas temporadas da série Criminal Minds, ainda nesse mesmo ano, ela participou do telefilme, Bringing Ashley Home como Libba Phillips. Em 2013, foi anunciado que ela foi contratada como porta-voz da Proactiv.

## Filmografia

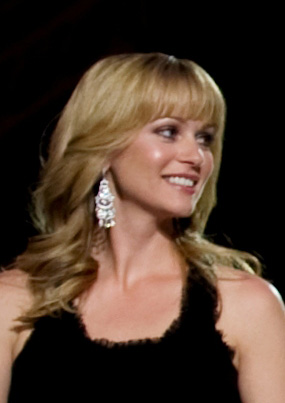
A. J. Cook em 2010

### Filmes
| Ano  | Título                                 | Papel           | Notas                 | Ref.          |
| 1997 | Laserhawk                              | Garota          | participação especial |               |
| 1997 | In His Father's Shoes                  | Lisa            | telefilme             | [ 21 ]        |
| 1997 | Elvis Meets Nixon                      | Hippie chick    | telefilme             |               |
| 1999 | Blue Moon                              | Alison          | telefilme             | [ 21 ]        |
| 1999 | The Virgin Suicides                    | Mary Lisbon     |                       | [ 12 ] [ 22 ] |
| 1999 | Teen Sorcery                           | Dawn            | diretamente em vídeo  |               |
| 2000 | The Spiral Staircase                   | Garota Local    | telefilme             |               |
| 2001 | Wishmaster 3: Beyond the Gates of Hell | Diana Collins   | diretamente em vídeo  |               |
| 2001 | Ripper                                 | Molly Keller    |                       | [ 12 ] [ 22 ] |
| 2001 | Out Cold                               | Jenny           |                       | [ 12 ] [ 22 ] |
| 2002 | The House Next Door                    | Lori Peterson   |                       | [ 21 ]        |
| 2003 | Final Destination 2                    | Kimberly Corman |                       | [ 12 ] [ 22 ] |
| 2005 | Bloodsuckers                           | Fiona           | telefilme             |               |
| 2006 | I'm Reed Fish                          | Theresa         |                       |               |
| 2006 | Vanished                               | Hope            | telefilme             |               |
| 2007 | Night Skies                            | Lilly           |                       |               |
| 2008 | Misconceptions                         | Miranda Bliss   |                       |               |
| 2010 | Mother's Day                           | Vicky Rice      |                       | [ 23 ] [ 24 ] |
| 2011 | Bringing Ashley Home                   | Libba Phillips  | telefilme             |               |
| 2012 | Least Among Saints                     | Cheryl          |                       |               |
| 2013 | Wer                                    | Kate Moore      |                       |               |
| 2019 | Back Fork                              | Nida            |                       |               |

### Televisão
| Ano  | Título                                   | Papel                  | Notas                                      | Ref.          |
| 1997 | Goosebumps                               | Kim Carter             | Episódio: "Don't Wake Mummy"               |               |
| 1997 | PSI Factor: Chronicles of the Paranormal | Jill Starling          | Episódio: "Second Sight/Chocolate Soldier" |               |
| 1998 | PSI Factor: Chronicles of the Paranormal | Lee Mason              | Episódio: "Hell Week"                      | [ 21 ]        |
| 2000 | Higher Ground                            | Shelby Merrick         | 22 episódios                               |               |
| 2000 | First Wave                               | Lindsay Tilden         | Episódio: "The Flight of Francis Jeffries" |               |
| 2003 | Dead Like Me                             | Charlotte              | Episódio: "Sunday Mornings"                | [ 21 ]        |
| 2003 | Tru Calling                              | Lindsay Walker         | 21 episódios (2003-2004)                   | [ 21 ] [ 22 ] |
| 2005 | Criminal Minds                           | Jennifer "J.J." Jareau | 2005-2020                                  | [ 21 ] [ 22 ] |
| 2011 | Law & Order: Special Victims Unit        | Debbie Shields         | Episódio: "Mask"                           |               |